# (17224) Randoross
(17224) Randoross (2000 CP58) – planetoida z pasa głównego asteroid okrążająca Słońce w ciągu 3,59 lat w średniej odległości 2,34 j.a. Odkryta 5 lutego 2000 roku.